# Timbres d'Allemagne fédérale 1959
 (mars 2025).
La Deutsche Bundespost a émis durant l'année 1959 dix-neuf timbres commémoratifs, dont cinq tirés sur un même carnet thématique, et cinq timbres d'usage courant.
Les cinq timbres d'usage courant sont les premiers timbres émis par la Deutsche Bundespost Berlin.
Les timbres commémoratifs émis par les services postaux de la Sarre comportent les mêmes motifs, mais diffèrent par la devise, le Franc sarrois, et l'ajout du libellé de la Sarre.

## Liste des timbres émis

### Liste des timbres commémoratifs
| Timbre | Description | Valeur faciale (Pfennig) | Date d'émission | Date de fin de validité | Nombre de tirages   | Auteur          | Numéro |
| ------ | --- | ------------------------ | --------------- | ----------------------- | ------------------- | --------------- | ------ |
|        | 500e anniversaire de la naissance de Jakob Fugger (1459–1525) banquier le plus célèbre de la famille Fugger                                     | 20                       | 6 mars          | 31 décembre 1960        | 20.000.000          | Göhlert         | 307    |
|        | 400e anniversaire de la mort de Adam Riese (1492–1559) Mathématicien allemand                                                                   | 10                       | 28 mars         | 31 décembre 1960        | 20.000.000          | Michel + Kieser | 308    |
|        | 100e anniversaire de la mort de Alexander von Humboldt (1769–1859) Naturaliste, géographe et explorateur allemand                               | 40                       | 6 mai           | 31 décembre 1960        | 20.000.000          | Kern            | 309    |
|        | Exposition philatélique internationale INTERPOSTA à Hambourg - Reproduction d'un timbre de 1 Shiling de Hambourg de 1859 Timbre de bienfaisance | 10+5                     | 22 mai 22 août  | 31 décembre 1960        | 3.050.000 5.800.000 | Schraml         | 310    |
|        | - Reproduction d'un timbre de 2 Schilling de Lübecker de 1859 Timbre de bienfaisance                                                            | 20+10                    | 22 mai 22 août  | 31 décembre 1960        | 3.050.000 5.800.000 | Schraml         | 311    |
|        | 1000 ans de la ville de Buxtehude Ville de Basse-Saxe, entre Hambourg et Stade                                                                  | 20                       | 20 juin         | 31 décembre 1960        | 20.000.000          | Otto Rohse      | 312    |
|        | Exposition de la Tunique de Trèves La Sainte tunique est le vêtement porté par Jésus au Calvaire                                                | 20                       | 18 juillet      | 31 décembre 1961        | 20.000.000          | Göhlert         | 313    |
|        | Convention de l'Église protestante d'Allemagne à Munich Devise : „Ihr sollt mein Volk sein“                                                     | 10                       | 12 août         | 31 décembre 1961        | 20.000.000          | Bentele         | 314    |
|        | Inauguration de la Beethovenhalle à Bonn - Georg Friedrich Händel (1685–1759)                                                                   | 10                       | 8 septembre     | 31 décembre 1961        | 4.771.000           | Kern            | 315    |
|        | - Louis Spohr (1784–1859) | 15                       | 8 septembre     | 31 décembre 1961        | 4.771.000           | Kern            | 316    |
|        | - Ludwig van Beethoven (1770–1827) | 20                       | 8 septembre     | 31 décembre 1961        | 4.771.000           | Kern            | 317    |
|        | - Joseph Haydn (1732–1809) | 25                       | 8 septembre     | 31 décembre 1961        | 4.771.000           | Kern            | 318    |
|        | - Felix Mendelssohn (1809–1847) | 40                       | 8 septembre     | 31 décembre 1961        | 4.771.000           | Kern            | 319    |
|        | Émission Europa 1959 | 10                       | 19 septembre    | 31 décembre 1961        | 90.000.000          | Brudi           | 320    |
|        | Émission Europa 1959 | 40                       | 19 septembre    | 31 décembre 1961        | 25.000.000          | Brudi           | 321    |
|        | Timbre de charité 1959 - Conte des Frères Grimm, Les ducats tombés du ciel                                                                      | 7+3                      | 1er octobre     | 31 décembre 1961        | 6.950.000           | Sporer          | 322    |
|        | - Conte des Frères Grimm, Les ducats tombés du ciel                                                                                             | 10+5                     | 1er octobre     | 31 décembre 1961        | 10.200.000          | Sporer          | 323    |
|        | - Conte des Frères Grimm, Les ducats tombés du ciel                                                                                             | 20+10                    | 1er octobre     | 31 décembre 1961        | 8.400.000           | Sporer          | 324    |
|        | - Les frères Jacob (1785–1863) et Wilhelm Grimm (1786–1859)                                                                                     | 40+10                    | 1er octobre     | 31 décembre 1961        | 3.900.000           | Bert Jäger      | 325    |

### Liste des timbres d'usage courant
| Timbre | Description                     | Valeur faciale (Pfennig) | Date d'émission  | Date de fin de validité | Nombre de tirages | Auteur  | Numéro |
| ------ | ------------------------------- | ------------------------ | ---------------- | ----------------------- | ----------------- | ------- | ------ |
|        | Président fédéral Theodor Heuss | 7                        | 10 avril         | 31 décembre 1964        | 1.388.300.000     | Cordier | 302    |
| 10     | Président fédéral Theodor Heuss | 31 janvier               | 31 décembre 1964 | 3.805.000.000           | 303               | Cordier |        |
| 20     | Président fédéral Theodor Heuss | 31 janvier               | 31 décembre 1964 | 2.185.200.000           | 304               | Cordier |        |
| 40     | Président fédéral Theodor Heuss | 22 mai                   | 31 décembre 1964 | 111.100.000             | 305               | Cordier |        |
| 70     | Président fédéral Theodor Heuss | 22 mai                   | 31 décembre 1964 | 167.000.000             | 306               | Cordier |        |

### Sources
- (de) Cet article est partiellement ou en totalité issu de l’article de Wikipédia en allemand intitulé « Briefmarken-Jahrgang 1959 der Deutschen Bundespost » (voir la liste des auteurs).